# KK Andromedae
Désignations
KK Andromedae (en abrégé KK And), également connue comme HD 9531 ou HR 446, est une étoile variable de la constellation d'Andromède. Elle a une magnitude apparente de 5,90, ce qui la place près de la limite inférieure de visibilité à l'œil nu, et peut être vue dans de bonnes conditions de vue avec un ciel dégagé. C'est une variable de type Alpha2 Canum Venaticorum dont la magnitude apparente varie selon une amplitude de 0,012 et avec une période de 0,66 jour. L'étoile présente une parallaxe stellaire de 7,46 mas mesurée par le satellite Gaia, ce qui indique qu'elle est située à 437 années-lumière du Soleil. À cette distance, sa magnitude est diminuée de 0,26 en raison de l'extinction due à la poussière cosmique.
Cowley et al. (1969) ont assigné à l'étoile un type spectral de B9 IV, ce qui indique une étoile bleu-blanc sous-géante qui a épuisé l'hydrogène de son noyau et qui a donc commencé à évoluer hors de la séquence principale. Elle est cataloguée comme une étoile Ap qui affiche une surabondance marquée en silicium, mais une étude a déterminé qu'il s'agissait en fait d'une étoile pauvre en hélium. L'âge de l'étoile est estimé à 255 millions d'années, elle fait 3 M☉ et 2,7 R☉. Elle tourne sur elle-même à une vitesse de rotation projetée de 163 km/s et elle accomplit une rotation complète en 16 heures, ce qui correspond à sa période de variation. Elle rayonne avec 91 L☉ et sa température effective est de 11 729 K.